# Hypoplectrus gummigutta
Hypoplectrus gummigutta är en fiskart som först beskrevs av Poey, 1851.  Hypoplectrus gummigutta ingår i släktet Hypoplectrus och familjen havsabborrfiskar. Inga underarter finns listade i Catalogue of Life.